# Lujok, Cernivți
Lujok (în ucraineană Лужок) este un sat în comuna Berezovca din raionul Cernivți, regiunea Vinnița, Ucraina.

## Demografie
Componența lingvistică a localității Lujok
     Ucraineană (99,76%)
     Alte limbi (0,24%)
Conform recensământului din 2001, majoritatea populației localității Lujok era vorbitoare de ucraineană (99,76%), existând în minoritate și vorbitori de alte limbi.